# Arvils Ašeradens
Arvils Ašeradens (ur. 30 grudnia 1962 w Rydze) – łotewski dziennikarz i polityk, w latach 1992–2009 przewodniczący zarządu spółki akcyjnej „Diena”, poseł na Sejm, od 2016 do 2019 wicepremier i minister gospodarki, od 2022 minister finansów, od 2017 przewodniczący partii Jedność.

## Życiorys
W 1986 ukończył studia z zakresu geografii ekonomicznej na Uniwersytecie Łotwy w Rydze. W późniejszych latach kształcił się na studiach z dziedziny zarządzania przedsiębiorstwem w Banku Augstskola prowadzonej przy Banku Łotwy.
Od 1986 do 1987 pracował jako fotoreporter w agencji informacyjnej „Latinform”, następnie jako zastępca redaktora w tejże agencji (1987–1989). W okresie tzw. śpiewającej rewolucji był dyrektorem ds. handlowych w czasopiśmie Łotewskiego Frontu Narodowego „Atmoda”. Od 1990 do 1992 pracował jako dyrektor w gazecie „Diena”. W latach 1992–2009 był prezesem zarządu spółki akcyjnej „Diena”. Zasiadał również w zarządach innych spółek prawa handlowego.
Należał do Związku Obywatelskiego. W wyborach parlamentarnych w 2010 został wybrany na posła X kadencji z listy koalicyjnej wówczas Jedności. Objął funkcję wiceprzewodniczącego komisji gospodarki, rolnictwa, ochrony środowiska i spraw regionalnych. W wyborach w 2011 nie uzyskał reelekcji do parlamentu, jednak w wyniku zawieszenia mandatu przez Artisa Pabriksa został 3 listopada 2011 posłem na Sejm XI kadencji, obejmując tzw. mandat czasowy. W Sejmie został wiceprzewodniczącym komisji pracy i spraw społecznych. Objął następnie stanowisko parlamentarnego sekretarza w Ministerstwie Zabezpieczenia Społecznego. W wyborach w 2014 nie został wybrany do Sejmu, objął funkcję sekretarza parlamentarnego w ministerstwie finansów. W lutym 2016 w nowo utworzonym rządzie Mārisa Kučinskisa został wicepremierem oraz ministrem gospodarki.
W sierpniu 2017 został wybrany na przewodniczącego partii Jedność. Kierowana przez niego formacja w wyborach w 2018 utrzymała ośmioosobową reprezentację poselską, Arvils Ašeradens ponownie został wybrany wówczas na deputowanego. W styczniu 2019 zakończył pełnienie funkcji rządowej. W 2022 uzyskał mandat deputowanego na kolejną kadencję.
W grudniu 2022 w utworzonym wówczas drugim rządzie Artursa Krišjānisa Kariņša objął urząd ministra finansów. Pozostał na tej funkcji również w utworzonym we wrześniu 2023 gabinecie Eviki Siliņi.

## Odznaczenia
- Order Trzech Gwiazd V klasy (2007)[10]